# Iñaki Isasi
Iñaki Isasi Flores (Respaldiza, 20 april 1977) is een voormalig Spaans-Baskisch wielrenner. Hij is vooral een sprinter en weet in massasprints vaak ereplaatsen te behalen maar zelden overwinningen. In 2006 wist hij in de vijfde etappe van de Ronde van Frankrijk, van Beauvais naar Caen, derde te worden. Hij finishte achter winnaar Óscar Freire en geletruidrager Tom Boonen. Hij reed zijn hele carrière (2000-2011) voor de Baskische ploeg Euskaltel-Euskadi. Vanaf 2012 wordt hij ploegleider bij Euskaltel-Euskadi

## Erelijst
2001
- 3e in 9e etappe Ronde van de Toekomst

2002
- 3e in 8e etappe Ronde van de Toekomst

2004
- 3e in 3e etappe Ronde van Languedoc-Rousillon

2006
- 3e in Trofeo Magaluf-Palmanova
- 3e in 1e etappe Ruta del Sol
- 3e in 5e etappe Ronde van Frankrijk

## Resultaten in voornaamste wedstrijden
| Jaar | Ronde van Italië | Ronde van Frankrijk | Ronde van Spanje |
| ---- | ---------------- | ------------------- | ---------------- |
| 2001 |                  |                     |                  |
| 2002 |                  |                     |                  |
| 2003 |                  |                     | 91e              |
| 2004 |                  |                     | 89e              |
| 2005 |                  | 122e                |                  |
| 2006 |                  | 70e                 | opgave           |
| 2007 |                  | 90e                 | 74e              |
| 2008 |                  | 104e                |                  |
| 2009 |                  |                     | 71e              |
| 2010 |                  | 115e                |                  |
| 2011 | 63e              |                     | 71e              |

| Jaar | Milaan-San Remo | Gent-Wevelgem | Parijs-Roubaix | Amstel Gold Race | Luik-Bast.‑Luik | Ronde van Lombardije | Parijs-Tours | Waalse Pijl |  | Wereldranglijsten |
| ---- | --------------- | ------------- | -------------- | ---------------- | --------------- | -------------------- | ------------ | ----------- |  | ----------------- |
| 2001 |                 |               |                |                  |                 |                      | 90e          |             |  |                   |
| 2002 | 100e            |               |                |                  | 90e             | 75e                  | 50e          | 85e         |  |                   |
| 2003 |                 |               |                |                  |                 |                      | 30e          |             |  |                   |
| 2004 | 68e             |               |                |                  | 123e            |                      | 19e          | 86e         |  |                   |
| 2005 | 160e            | 47e           |                | 126e             | 103e            |                      |              | 78e         |  |                   |
| 2006 | 39e             |               |                | 78e              | 99e             | 86e                  | 46e          | 54e         |  | 177e (UPT)        |
| 2007 |                 |               |                |                  |                 |                      | 29e          |             |  |                   |
| 2008 |                 |               |                | 99e              | 85e             |                      |              | 104e        |  |                   |
| 2009 |                 |               |                | 83e              | 61e             | 96e                  | 152e         | 103e        |  | 238e (UWK)        |
| 2010 | 72e             | 79e           | 59e            | 46e              |                 |                      |              | 63e         |  |                   |
| 2011 |                 | 107e          |                |                  |                 |                      |              |             |  |                   |